# Las Tablas
Las Tablas – miasto w południowej Panamie, położone na półwyspie Azuero, kilka kilometrów od wybrzeża Zatoki Panamskiej. Ośrodek administracyjny prowincji Los Santos. 
Las Tablas znane jest jako główny ośrodek panamskiego folkloru. Szczególnie popularny jest karnawał w Las Tablas, gdzie dwie części miasta Calle Ariba i Calle Abajo rywalizują między sobą o to, które przygotuje piękniejsze występy. 
Jedyny prezydent Panamy, który pełnił swoją funkcję przez trzy kadencje, Belisario Porras, pochodził z Las Tablas.